# 马江镇 (茶陵县)
马江镇，是中华人民共和国湖南省株洲市茶陵县下辖的一个乡镇级行政单位。

## 行政区划
马江镇下辖以下地区：
马江社区、长远村、红旗村、长联村、末头村、塘富村、东冲村、西冲村、麻芫村、毛家村、井泉村、小碧村、月岭村、麻石村、玄武村、皋芫村、曾虎村、等坪村、浪滩村和联湖村。